# Цуцуи Садацугу
Цуцуи Садацугу  (яп. 筒井 定次) — даймё периодов Период Адзути-Момояма и Эдо.

## Молодость
Родился 5 мая 1562 года (5 год Эйроку) в провинции Ямато, как сын Цуцуи Дзюнкоку. У главы рода Цуцуи Фудзикацу не было детей, поэтому Садацугу стал наследником рода.
В 1578 году (6 год Тэнсё) женился на дочери Оды Нобунаги.
После смерти Оды Нобунаги Садацугу стал вассалом Тоётоми Хидэёси и отправился в Осаку в качестве заложника. В 1584 (12 год Тэнсё) отец Садацугу умер, и Садацугу унаследовал родовое имение. В том же году его вассал Мацукура Сигэнобу воевал на стороне Тоётоми Хидэёси в битве при Комаки-Нагакутэ. Во время экспансии Хидэёси в Кюсю Садацугу в 1585 году участвовал в битве при Сэнгокухорисиро. Садацугу упоминается как храбрый войн в произведениях «Тамонъинникки» и «Эхон Тайкоки»
В том же году во время захвата Сикоку Садацугу вместе с Хатисукой Масакацу и Накамурой Кадзуудзи находился в авангарде и участвовал в осаде крепости Кодзу.

## Служба Тоётоми
После назначения Тоётоми Хидэёси на должность кампаку, Садацугу, как и большинство других даймё Японии, признал свою лояльность. В августе 1585 по личным соображениям Хидэёси провинция Ямато была отдана его родственнику Хидэнаге, а Садацугу был переведен в замок Уэно в провинции Ига и получил доход в 200 000 коку. У Хидэёси были две причины для таких действий. Первая это отдаление Цуцуи от Осаки, и вторая это вражда между буддийскими общинами в Ямато, которые примирились при управлении Цуцуи Дзюнкэна, но после его смерти вновь разбушевались.
В 1586 году произошёл конфликт между вассалами Садацугу — Симой Саконом и Наканобо Хидэсукэ. Садацугу принял сторону Хидэсукэ, и обиженный Сима покинул Цуцуи, позже перейдя на службу к Исиде Мицунари. В это же время начинает терять своё влияние Мацукура Сигэнобу, в результате чего Наканобо Хидэсукэ становится одним из виднейших деятелей провинции Ига, однако современники утверждают, что сам Садацугу недолюбливал его.
В том же году он приводит в Кюсю 1500 человек вместе с Тоётоми Хидэнагой.
В 1588 Садацугу получает право использовать фамилию Тоётоми.
В 1590 участвует в осаде Одавары.
В 1592 году Садацугу участвует в войне с Кореей и приводит в крепость Нагою в провинции Хидзэн 3000 человек. Во время войны он добился значительных успехов и похвалы от Като Киёмасы. Однако после этого Наканобо Хидэсукэ докладывает Тоётоми Хидэёси о болезни Садацугу, после чего Садацугу с разрешения Хидэёси покидает Корею.

## После смерти Хидэёси
После смерти Хидэёси Садацугу присоединился к восточной армии во главе с Токугавой Иэясу и отправился в Айдзу, оставив своего брата Цуцуи Гэмбу в замке Уэно. Во время кампании Исида Мицунари захватывает Осаку и создает вокруг себя западную армию. Один из присоединившихся к западной армии даймё Синдзё Наоёри в отсутствие Садацугу осадил крепость Уэно. Крепость Уэно была потеряна, а Цуцуи Гэмба бежал пешим без сопровождения на гору Коясан. Как только эти вести достигли Токугаву, он направил войска назад в Осаку. Не получив как заложника старшего сына Садацугу, Синдзё Наоёри был вынужден отступить. На решающую битву при Сэкигахаре Цуцуй Садацугу привёл 2800 человек и сражался вместе с Фукусимой Масанори против Укиты Хидэиэ. После возвращения Иэясу в Осаку Садацугу было позволено продолжить управление его владениями.
В 1608 году по доносу прибывшего в Сумпу Наканобо Хидэсукэ Цуцуи Садацугу был лишён своих владений по ряду причин, в том числе: безответственное управление владениями и халатное обращение с вассалами. Фактическим поводом для увольнения Садацугу были его частые визиты в Осаку и встречи с Тоётоми Хидэёри и Оно Харуфусой, а также исповедание Садацугу христианства. После этого наказания земли Цуцуи были переданы Тодо Такаторе, а Садацугу перешёл на службу в Осаку.
В 1615 году во время летней кампании в Осаке Садацугу был обвинён в предательстве и приговорён к самоубийству.